# Rosenau
Rosenau é uma comuna francesa na região administrativa de Grande Leste, no departamento Alto Reno. Estende-se por uma área de 6,47 quilômetros quadrados. Em 2010 a comuna tinha 2 417 habitantes (densidade: 373,6 hab./km²).